# Петр (Дактилидис)
Митрополи́т Пе́тр (греч. Μητροπολίτης Πέτρος, в миру Панайо́тис Георги́у Дактили́дис, греч. Παναγιώτης Γεωργίου Δακτυλίδης; 20 января 1927, Миконос, Греция — 26 декабря 2012, там же) — епископ Элладской православной церкви, митрополит Христупольский (2008—2012).

## Биография
Закончил Коринфскую церковную школу и Богословскую школу Афинского университета.
3 сентября 1951 года был рукоположен во диакона, а 20 января 1963 — во пресвитера митрополитом Коринфским Прокопием (Цаварасом).
В течение двадцати лет служил в Коринфской митрополии, семь из них — как проповедник. Состоял настоятелем Коринфского кафедрального собора, а также окормлял 6 пехотный полк и Коринфскую тюрьму, развив большую пастырскую и благотворительную деятельность. Пятнадцать лет был священником и проповедником Афинской церкви Святого Пояса в Кипсели (της Αγίας Ζώνης Κυψέλης). Служил главой Отдела окормления тюрем Афинской архиепископии и пастырем Аверофской тюрьмы Афин.
С 1985 по 1995 год — служил священником Афинского соборного храма.
С 1984 по 1992 год — заместитель директора, с 1992 по 2001 год — директор общества «Апостолики диакония» Элладской Православной Церкви.
25 января 1995 года был избран епископом Христопольским, викарием Афинской архиепископии.
27 января того же года в Афинском Благовещенском соборе был рукоположён во епископа Христопольского, викария Афинской кафедры,
В 1996—1997 годы возглавлял Отдел богословских пансионов миссионерского общества Апостолики диакония.
11 июня 2008 года был возведен в сан митрополита с прежним титулом.
Скончался 26 декабря 2012 года на родном острове Миконосе.